# Latakia kormányzóság

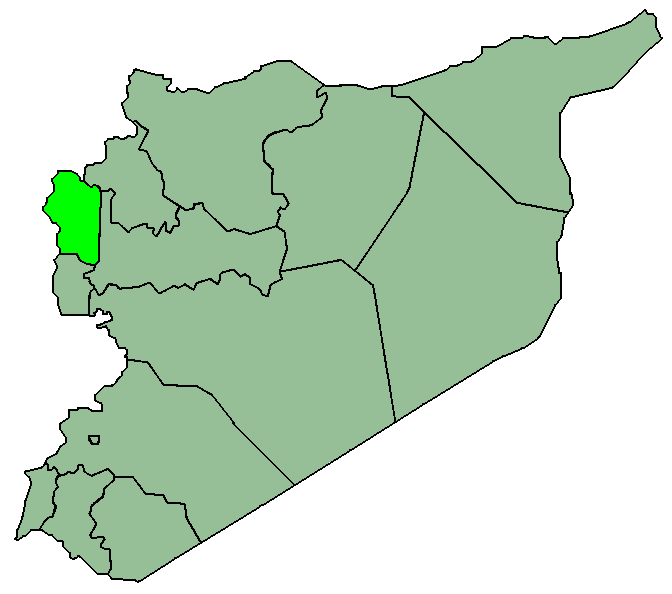
Latakia kormányzóság elhelyezkedése Szírián belül

Latakia kormányzóság (arabul محافظة اللاذقية [Muḥāfaẓat al-Lāḏaqiyya]) Szíria tizennégy kormányzóságának egyike. Az ország északnyugati részén fekszik. Északon Törökország, északkeleten Idlib kormányzóság, keleten Hamá kormányzóság, délen Tartúsz kormányzóság, nyugaton pedig a Földközi-tenger határolja. Központja Latakia városa. Területe 2 297 km², népessége pedig a 2004-es népszámlálás adatai szerint 879 551 fő.

## Közigazgatási beosztása
Latakia kormányzóság területe négy kerületre (mintaka) – Latakia, el-Haffa, el-Kardáha, Dzsabla – és 24 körzetre (náhija) oszlik.

## Turisztikai látnivalói
Latakia környékén számos kedvelt tengerparti üdülőhely található, emellett nem messze északra látogathatóak az ókori Ugarit romjai. Keletebbre, az Alavita-hegység egyik vonulatán áll az egyik legnagyobb és legszebb fekvésű keresztes vár, amit Szaladin-citadella néven ismernek. Dzsabla városa egy romos ókori színházzal büszkélkedhet.